# 环城南路站
环城南路站是昆明地铁2号线的地铁车站，位于中华人民共和国云南省昆明市官渡区北京路与环城南路交叉口，于2014年4月30日开通。目前2号线在本站南侧贯通1号线运营，该站亦常被视为1号线与2号线的换乘车站，但乘客无需在本站换乘。

## 车站结构
环城南路站位于北京路与环城南路交叉口，沿北京路设置，呈南北走向，为地下三层岛式叠式站台车站，车站长350米，标准段宽22.5米，车站地下一层为站厅层，地下二层为北行站台层，地下三层为南行站台层，2号线使用西侧站台，1号线使用东侧站台，两线双向同向同台换乘，站台设置全高站台门。目前车站仅启用2号线站台部分，列车在车站南侧通过两组单渡线跨线至1号线，两线贯通运营，车站不作为换乘站与终点站使用。
|                   |  | 未來 █ 1号线预留站台          |
| 島式 · 開右邊车门 |  |                               |
|                   |  | █ 2号线往北部汽车站（塘子巷） |

|                   |  | 未來 █ 1号线预留站台                                   |
| 島式 · 開左邊车门 |  |                                                        |
|                   |  | █ 2号线往 █ 1号线大学城南 及昆明南火车站（昆明火车站） |

## 出入口
环城南路站目前开放3个出入口，但未设置无障碍设施，各出口及周围设施如下所示：
| 编号     | 地点     | 建议前往的目的地 | 照片 |
| -------- | -------- | ---------------- | ---- |
| 出口 · B | 环城南路 | 国防宾馆         |      |
| 出口 · D | 环城南路 | 金龙饭店         |      |
| 出口 · E | 北京路   | 云南省商务厅     |      |

## 接驳交通

### 公交车
- 环城南路口(北京路)：2路，23路，23路夜，25路，26路，47路，83路，89路
- 北京路口(环城南路)：25路，26路，31路，60路，75路，98路，111路乙线，140路，184路，201路，202路
- 双龙商场：24路，44路，58路，75路，80路，89路，98路，111路甲线，184路，C85路，K12路

## 车站历史
- 2012年6月28日，车站主体结构封顶[2]。
- 2014年4月30日，车站随1、2号线首期工程全线通车开通[1]。